# Luciola hydrophila
Luciola hydrophila là một loài bọ cánh cứng trong họ Đom đóm (Lampyridae). Loài này được Jeng, P.-S. Yang & Lai miêu tả khoa học năm 2003.